# Rhizedra griseata
Rhizedra griseata är en fjärilsart som beskrevs av W. Warren 1912. Rhizedra griseata ingår i släktet Rhizedra och familjen nattflyn. Inga underarter finns listade.